# Marcel Essombé
Marcel Josué Essombé (* 6. Mai 1988 in Douala) ist ein kamerunischer Fußballspieler.

## Karriere
Seinen ersten Vertrag unterschrieb Marcel Josué Essombé 2006 beim französischen Zweitligisten FC Sochaux. Hier wurde er für die 2. Mannschaft verpflichtet. 2008 wechselte er zu Jura Sud Foot nach Lavans-lès-Saint-Claude. Nach 24 Spielen wechselte er 2009 nach Pacy-sur-Eure zu Pacy Vallée-d'Eure Football. 2011 unterschrieb er beim Zweitligisten LB Châteauroux einen Vertrag bis 2013. Im zweiten Jahr wurde er nach US Créteil verliehen, die ihn 2013 auch fest verpflichteten. Nach Rumänien wechselte er 2015, wo er einen Vertrag bei Dinamo Bukarest, einem Verein, der in Bukarest beheimatet ist und in der Liga 1 spielte, unterschrieb. Nach 23 Spielen und sieben Toren wechselte er 2017 nach Thailand. Hier spielte er für den in der Thai League spielenden Ratchaburi Mitr Phol. In 31 Spielen erzielte er zwanzig Tore. Nach nur einem Jahr wechselte er nach Zypern und schloss sich Ermis Aradippou an. Ermis spielt in der ersten Liga, der First Division und ist in Aradippou beheimatet. 2019 wechselte er wieder zu seinem ehemaligen Club Pacy Vallée-d'Eure nach Frankreich. Mittlerweile spielte der Verein in der fünften Liga. Am Ende der Saison 2019/20, in der er zwei Ligaspiele bestritt, musste der Verein in die sechstel Liga absteigen.

## Auszeichnungen
- Liga 1

2016: Spieler des Monats Februar